# Quarup
Quarup, auch quarupe, kuarup, ist ein Totenfest der Xingu-Indianer, bei dem sich alle benachbarten Stammesgruppen zusammenfinden, um gemeinsam die Toten zu ehren. 
Zum Programm gehörte eine Kampfkunst, bei der sich zwei Indianer verschiedener Stämme gegenüberstanden. Ziel war es, den Kontrahenten auf den Boden zu werfen und im selben Augenblick die Kniekehle des Gegners zu berühren. Der Kampf wurde mit einem speziellen Punktesystem durch die anderen Stammesmitgliedern bewertet.
Quarup hatte einen gewissen Einfluss auf die brasilianische Capoeira-Bewegung.